# Pravna fakulteta
Pravna fakulteta je visokošolska ustanova, kjer se poučuje pravo. Spada pod univerzo.
V Sloveniji sta dve državni (Pravna fakulteta v Ljubljani, Pravna fakulteta v Mariboru) in ena zasebna v Novi Gorici (ti. Evropska pravna fakulteta v Novi Gorici). Študij na državnih univerzah traja 4 leta in 1 za pripravo diplomske naloge. Po končanem študiju dobijo študentje naziv univ. dipl. pravnik/pravnica (pr.: Pravna Fakulteta, univ. dipl. pravnica). Študij na novogoriški traja 5 let (3+2) po bolonjskem sistemu. Študentje po končanju tega študija dobijo naziv mag., ki pa ni znanstveni, ampak strokovni naziv (pr.: Pravna Fakulteta, mag.).